# Akropolis von Lindos

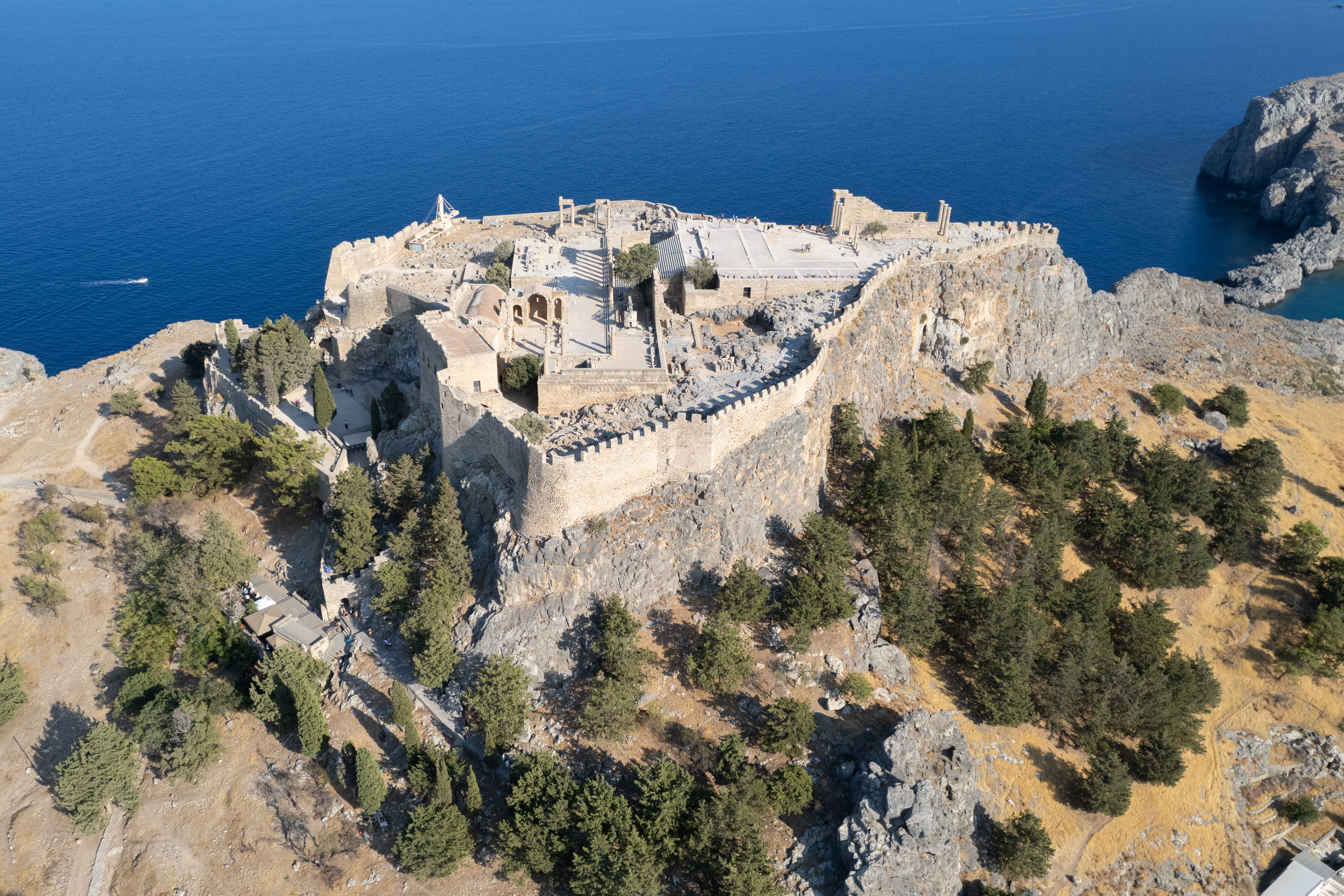
Luftaufnahme Akropolis über Lindos

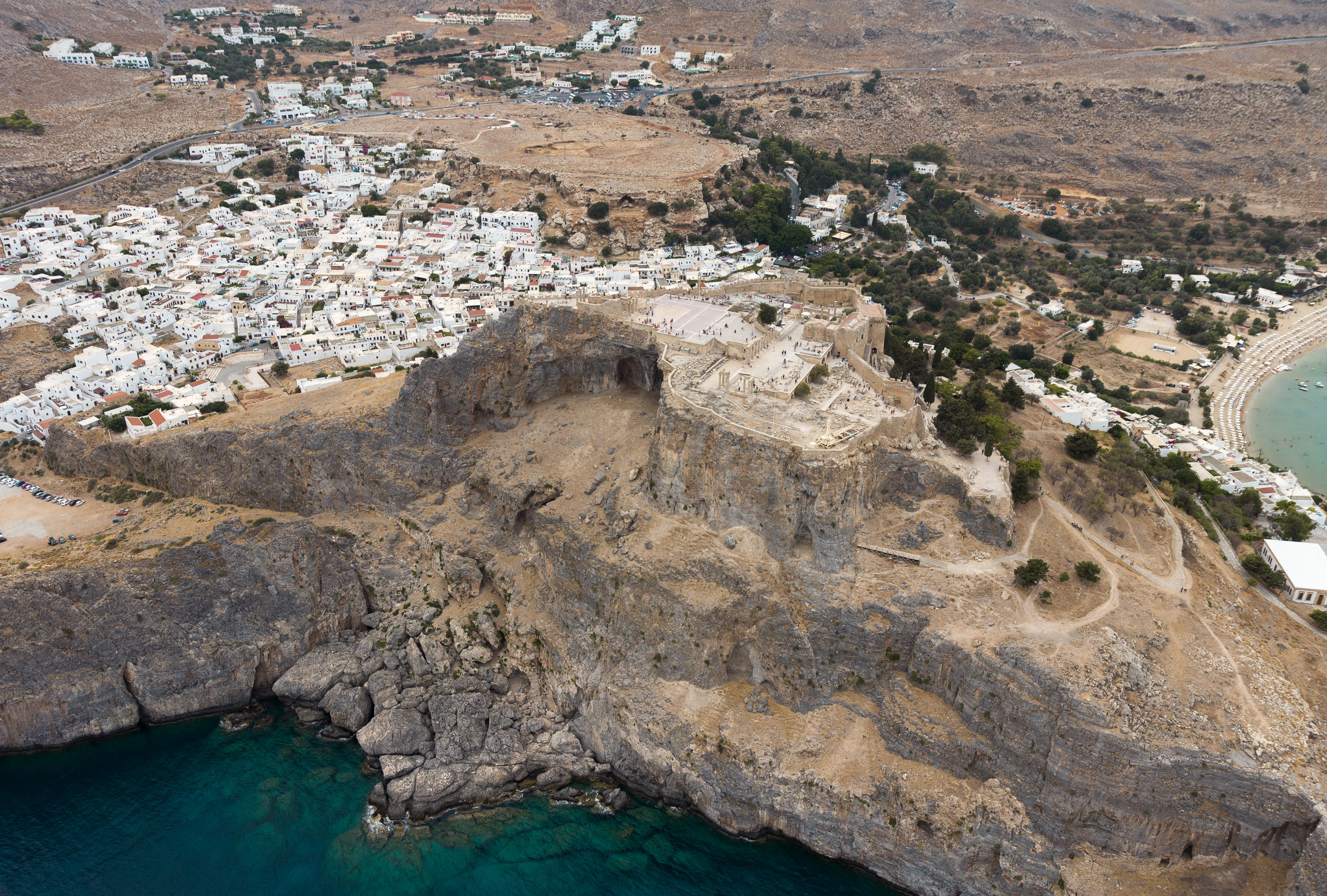
Luftbild der Akropolis von Lindos

Die Akropolis von Lindos sind die Ruinen eines bedeutenden hellenistischen Heiligtums und einer mittelalterlichen Burg in der griechischen Stadt Lindos im Süden von Rhodos.

## Geschichte

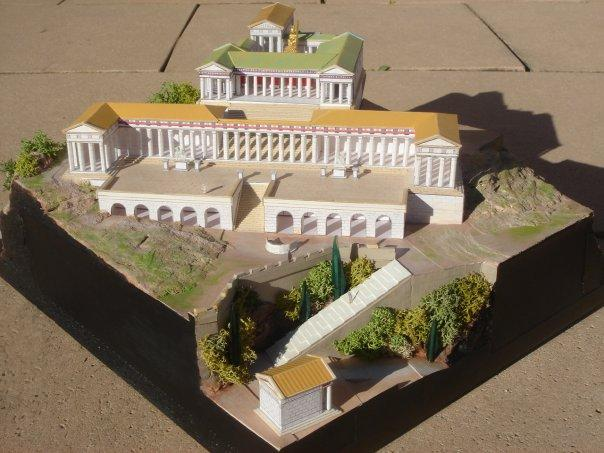
Rekonstruktion ca. 2. Jhdt. v. Chr.

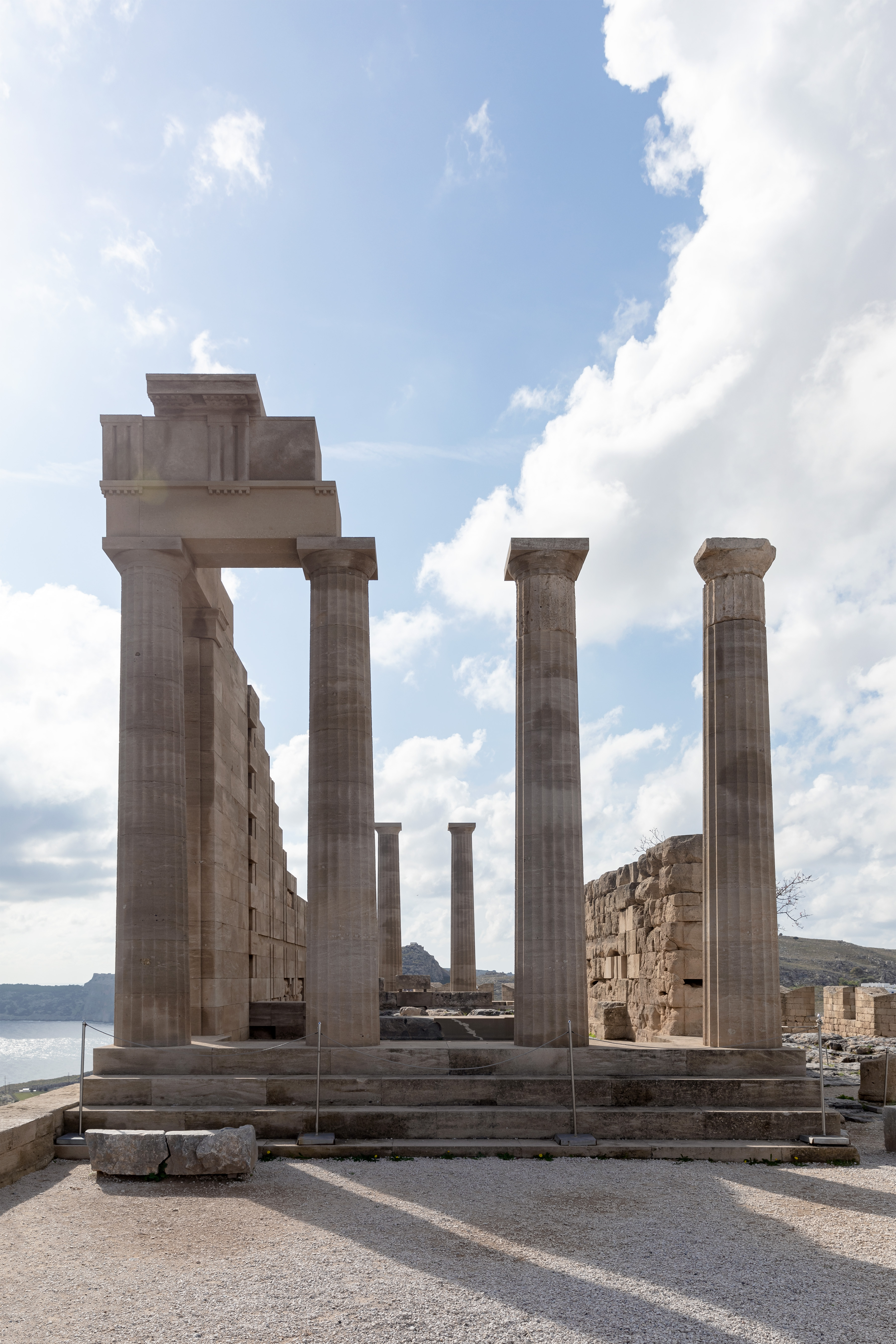
Tempel der Athena Lindia

Der hohe, 116 Meter steil aufragende Felsen von Lindos, auf dem sich später die Akropolis erhob, bot sich den Bewohnern aller historischen Perioden wegen der natürlichen Gegebenheiten dafür an, hier ein Heiligtum mit religiöser Bedeutsamkeit und einen Zufluchtsort zu errichten. Wie in anderen griechischen Poleis auch, dürfte die Akropolis von Lindos zunächst eine Festung gewesen sein, in deren Sicherheit man anschließend Heiligtümer für wichtige Stadtgottheiten errichtete.
In mykenischer Zeit soll der Felsen noch mit Olivenbäumen bewachsen gewesen sein und erste Gebäude aus Holz beherbergt haben. Der Legende nach soll Danaos das Heiligtum der Athene Lindia gegründet haben. Mitte des 6. Jahrhunderts v. Chr. soll Kleobulos das Heiligtum durch ein Gebäude aus Stein ersetzt haben. 392 v. Chr. hat ein Feuer den Tempel im Gipfelbereich schwer beschädigt oder zerstört, so dass er wieder errichtet werden musste. Im frühen 3. Jahrhundert v. Chr. wurden das rechtwinkeligen Gebäude verstärkt und die beiden Seitenwände neu errichtet. Es entstanden auch zwei Türme an der Nordwest bzw. Nordostseite. Weiters wird angenommen, dass auch eine innere und eine äußere Ringmauer zur Verteidigung des Felsens bestanden hat. In der hellenistischen Periode etablierte sich dann das überregional bekannte Heiligtum der Athenae Lindae, dem zwei Säulenhallen und eine Treppenanlage vorgesetzt wurden. So entstand ihre baulich monumentale Charakteristik, die von der typisch hellenistischen Inszenierung und Theatralik (gr. thèatron = 'Schauplatz') geprägt wurde. Im 2. Jahrhundert v. Chr. kam die Verehrung des Zeus Polieus und des Apollon Lindios sowie des orakelnden Daimon oder „Flüstergotts“ Psithyros hinzu. Wahrscheinlich befand sich auch das bekannte Serapis-Heiligtum von Lindos auf der Akropolis.
Während der griechischen und römischen Antike wurden weitere Bauten (Gewölbe, Zisternen) hinzugefügt und das Heiligtum mit Statuen weiter ausgeschmückt. Während der Byzantinischen Zeit entstand das Burggebäude und die Burgkirche. Im Mittelalter während des 15. Jahrhunderts wurde durch die Johanniter die äußere Ringmauer von Grund auf neu errichtet und mit einem Turm im Süden verstärkt. Der Pallas wurde westlich mit einem Turm verstärkt. So verwandelte sich die Akropolis wieder zu einer Festung bzw. Zitadelle. Im 16. und 17. Jahrhundert, während der Herrschaft des Osmanischen Reichs, wurden rund um den Felsen drei Bastionen errichtet, um die Burg durch die zunehmenden ballistischen Kapazitäten mit Kanonen effektiv verteidigen zu können.

## Archäologie und Architektur
1902 bis 1905 wurde mit systematischen Ausgrabungen auf der Akropolis von Lindos durch die dänischen Archäologen Karl Frederik Kinch und Christian Blinkenberg mit Unterstützung der dänischen Carlsberg-Stiftung begonnen. In den Jahren 1910–1916 und 1929–1932 arbeiteten die italienischen Archäologen Amedeo Maiuri und Giulio Jacopi in Lindos und an der baulichen Rekonstruktion. 1960 veröffentlichte Ejnar Dyggve die noch heute maßgebliche architektonisch-rekonstruktive Darstellung der Tempelanlagen der Athena Lindia.

### Liste der Sehenswürdigkeiten

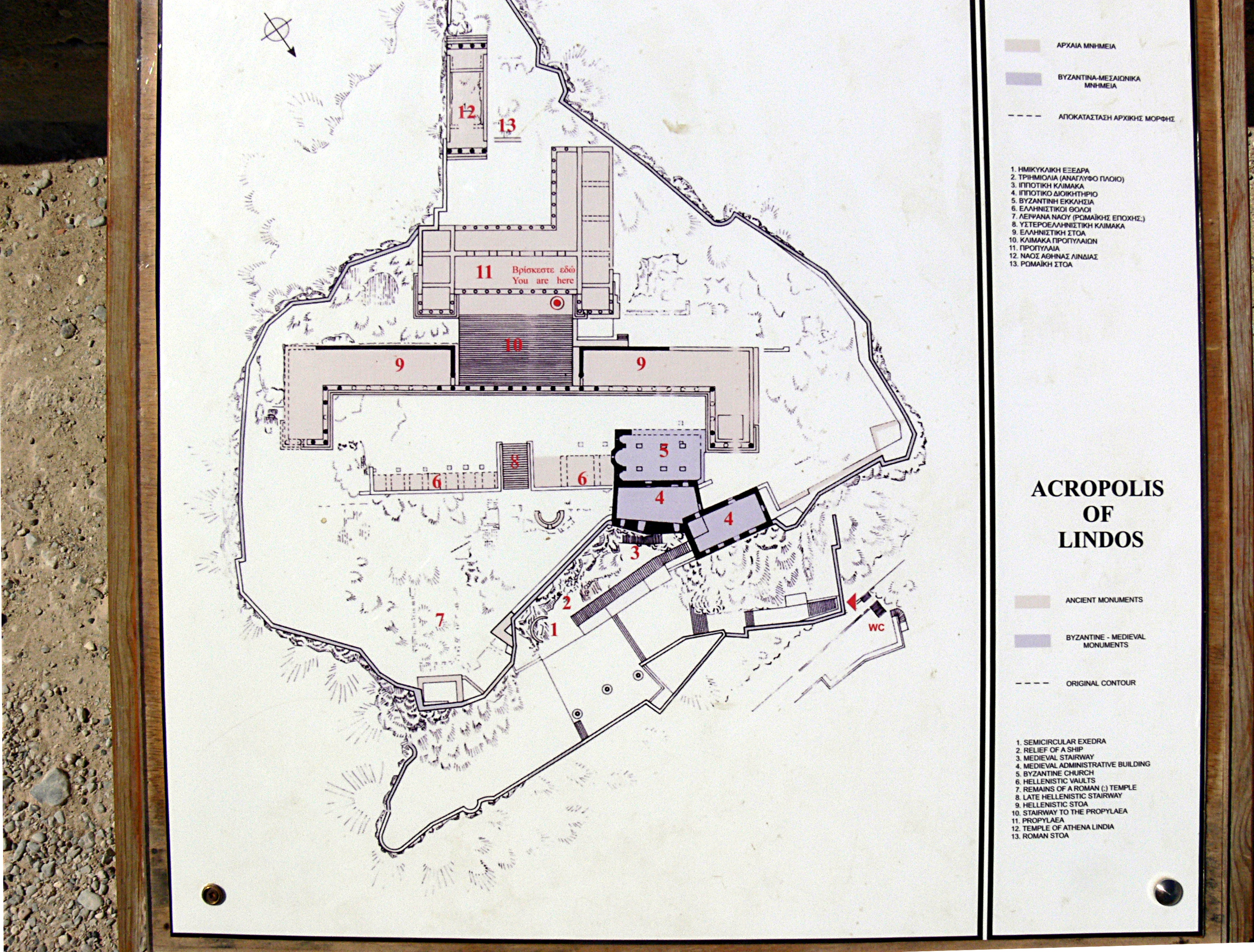
Plan der Sehenswürdigkeiten

1. halbkreisförmige Exedra des Pasiphon
2. Relief mit Darstellung einer Triere
3. Stiegenaufgang zur Burg
4. Burgfeste der Johanniter (zwei Verwaltungsgebäude)
5. Agios-Ioannis-Kirche
6. dorische Stoa und Gewölbe, links und rechts von 8. Treppe
7. römischer Tempel des Diocletian (Grundmauern)
8. späthellenistische Treppe
9. hellenistische Stoa (Säulenhalle), links und rechts von 10. Treppenanlage
10. große Propylae (Vorhalle) / Monumental-Treppenanlage
11. kleine Propylae (Vorhalle)
12. Tempel der Athena Lindia
13. Portikus des Psithyros (Grundmauern)

Der Rundgang erfolgt in o. a. Reihenfolge (nach 3. scharf links) im Uhrzeigersinn nach rechts. An den Stationen geben Informationstafeln in Griechisch und Englisch detaillierte Informationen in Text und Bild.

#### Relief einer Triere

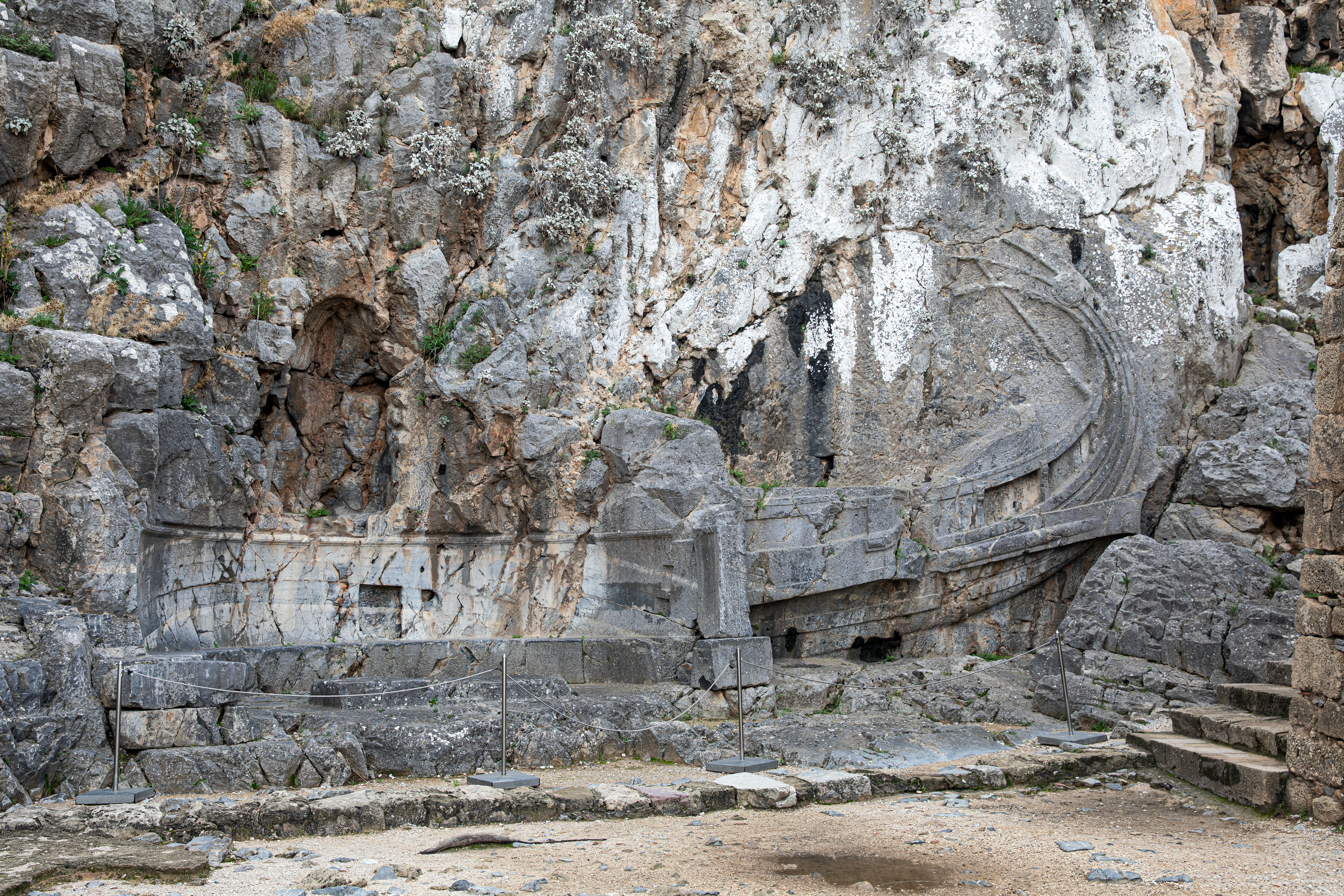
Relief einer Triere

Im Felsen am Fuße der mittelalterlichen Treppe zur Burg hinauf ist das Relief einer Triere eingemeißelt. Es zeigt das markante Schiffsheck. Das fünf Meter lange Relief wurde zu Ehren von General Hegesandros in den Fels gehauen. Er soll 190 v. Chr. seine Männer erfolgreich gegen Seeräuber geführt haben.

#### Exedra
Die halbkreisförmige Exedra wurde etwa im 2. Jahrhundert v. Chr. errichtet und stand über mehr als 500 Jahre in Verwendung. Dies belegen zwei Inschriften. Eine Inschrift widmet sie dem Pasiphon, Priester der Athena Lindia im Jahr 124 v. Chr., eine andere lobt den Aglochartos, letzter Priester der Athena Lindia im 4. Jahrhundert n. Chr. dafür, dass er Olivenbäume auf der Akropolis gepflanzt hatte.

#### Burgfeste der Johanniter
Über den steilen Stiegenaufgang und einen gewölbten Torbogen gelangt man in die mittelalterliche Burg. Im 6. Jahrhundert war dort eine frühchristliche Kirche errichtet worden, die im 12./13. Jahrhundert in eine orthodoxe Kreuzbasilika umgestaltet und dem Heiligen Johannes gewidmet wurde. Letztere ist teilweise erhalten. In den folgenden zwei Jahrhunderten wurde der Felsen von den Rittern der Johanniter übernommen und zur Burg umfunktioniert. Diese errichteten nördlich der Agios Ioannis-Kirche das zweistöckige Burggebäude und die massiven Festungsmauern. In der osmanischen Zeit wurde die Kirche in eine Moschee umgewandelt.

#### Große Propyläen und monumentale Treppenanlage
Vor dem Heiligtum der Athena Lindia befand sich ein monumentaler Torbau, der den Zugang kontrollierte und an dem die monumentale Treppenanlage endete. Das große Propylon wurde im späten 4. Jahrhundert v. Chr. errichtet. Das Gebäude gehörte bautypologisch zu den sogenannten Flügelrisaltstoen – Säulenhallen mit Eckrisaliten –, seine an den Seiten vorspringenden Gebäudeteile waren jedoch nicht in die Säulenhalle integriert, sondern jeweils als kleine, geschlossene Tempel mit je sechs Säulen (sog. Prostasis) ausgebildet. In der Rückwand der Säulenhalle – der eigentlichen Torwand – befanden sich fünf Durchgänge, die zu Vorplatz und Heiligtum der Athena Lindia führten.
In den Jahren 1936–1940 wurden die Fundamente der großen Propyläen und die monumentale Treppenanlage restauriert und teilweise wiedererrichtet.

#### Tempel der Athena Lindia
Am höchsten Punkt des Felsens befindet sich der teilweise rekonstruierte Tempel der Athena Lindia, der im 4. Jahrhundert v. Chr. errichtet wurde. Der ungefähr 8 × 22 Meter große Tempel, ein Amphiprostylos mit jeweils vier dorischen Säulen an Front und Rückseite, besaß – wie im griechischen Tempelbau üblich – Pronaos, Cella und Opisthodom.
Es wird angenommen, dass vor der Verehrung der Athena ein noch älterer Kult rund um eine heute unbekannte weibliche Gottheit bestanden hat, und zwar in der Höhle unter dem Felsvorsprung, die in späterer Zeit als Kapelle der Panagia Spiliotissa verehrt wurde.
In den Jahren 1936–1940 wurden die Säulenstellungen an Front und Rückseite sowie die Tempelwände der Langseiten aus antiken Fundstücken und neuen Steinen teilweise wiedererrichtet. Von 2000 bis 2005 wurde diese Anastilosis zum Teil korrigiert.

## Lindische Tempelchronik
Die Lindische Tempelchronik ist eine antike Inschrift auf einer Stele, die 1904 bei Ausgrabungen beim antiken Theater südlich am Fuße der Akropolis im Fußbodenbelag eines mittelalterlichen Gebäudes (Hagios Stephanos) gefunden wurde. Die Stele ist 2,37 m hoch, 0,85 m breit, 0,23 m tief und aus einem grauen Marmor hergestellt. Sie wurde im Jahr 99 v. Chr. auf Beschluss des Rates der Stadt nach einem Antrag des Hagesitimos, Sohn des Timachidas, im Heiligtum der Athena Lindia aufgestellt.
Die Inschrift verzeichnet jene Stiftungen und Weihegeschenke, die angeblich im ursprünglichen Heiligtum der Athena aufgestellt waren, bevor der Tempel im Jahr 392 v. Chr. durch ein Feuer zerstört wurde. Der Katalog umfasst 45 Einträge. Die Lindische Tempelchronik wurde von Christian Blinkenberg 1912 erstmals publiziert.